# Közép-washingtoni Egyetem
A Közép-washingtoni Egyetem (Central Washington University, CWU) az Amerikai Egyesült Államok északnyugati részén, a Washington állambeli Ellensburgban található, 1891-ben alapított állami fenntartású felsőoktatási intézmény.
Az egyetemnek négy fő szervezeti egysége van: a Rektori Kabinet, az Üzleti és Pénzügyi Csoport, az Üzemeltetési Csoport, valamint a Dolgozók és Hallgatók Szervezete (Academic and Student Life, ASL). Az ASL-en belül négy főiskola található, ezek a Művészeti és Bölcsészettudományi Főiskola, az Üzleti Főiskola (a fő kampusz mellett két külső helyszínen), a Tanár- és Szakképző Főiskola és a Tudományos Főiskola.
Az intézmény a Kittitas-völgyben, az Interstate 90-től nem messze, Seattle-től 180 km-re keletre fekszik. Az iskolában a spanyol ajkúak aránya 15%; a 25%-nál nagyobb aránnyal rendelkező egyetemek és főiskolák megkapják a „spanyol ajkúakat oktató intézet” státuszt.

## Történet
1890-ben az állami törvényhozás létrehozta a  Washington State Normal Schoolt, melynek célja az állami iskolák irányításához értő emberek képzése volt. Az 1891. szeptember 6-án megnyílt intézmény először a Washington Public Schoolban működött, majd 1893-ban átadták első épületét, a Barge Hallt, amely nevét az első rektorról, Benjamin Franklin Barge-ról kapta. A Barge-csarnokot 1976-ban felvették a Történelmi Helyek Nemzeti Jegyzékébe.
A rákövetkező években a növekvő hallgatói létszám miatt új oktatási helyszíneket nyitottak meg: a Kamola-csarnokot 1911-ben, a Smyser-csarnokot 1925-ben, a Munson- és a Sue Lombard-csarnokokat 1926-ban, végül pedig a McConnell-auditóriumot 1935-ben. Habár a Barge Hall neoromán stílusú, a későbbi épületek protomodern, spanyol gyarmati, klasszikus és neoklasszikus elemeket is tartalmaznak. A huszadik század végén újabb helyszínek épültek: az I-es tudományos épület (1997), a Black-csarnok (1998), a Hallgatói Önkormányzat és Pihenőközpont (2006), a Jerrilyn McIntire Zeneoktatási Létesítmény (2007), a Wendell Hill-csarnok és gépészeti épület (2008), a Barto-csarnok (2012), a II-es tudományos épület (2016), illetve a Samuelson STEM-központ (2018).

### Elnevezése
Az állami törvényhozás 1937-ben engedélyezte a Central Washington College of Educationre történő névváltoztatást. Mivel később az intézmény már tanárképzéssel is foglalkozott, ezért 1961-ben újabb változtatás következett, amikor a név Central Washington State College-re módosult. Mai nevét 1977-től viseli.

## Helyszínek

### Székhely
Az intézmény központi kampuszán egyrészt egy kisebb kollégium található, amelyet a hallgatói önkormányzat és a bölcsészettudományi épületek ölelnek körbe, kissé távolabb pedig a STEM-központ és az oktatási épületek fekszenek. Ezek mellett találhatóak az adminisztratív helyszínek, köztük a Black- és Bouillon-csarnokok, a tudományos épület, illetve a dékáni iroda.

#### Adminisztratív épületek
Az egyetemi adminisztráció zöme a Barge- és Mitchell-csarnokokban zajlik; itt található a felvételi és a tehetséggondozási részleg, a pénztár, az irattár, illetve a pénzügyi segítségi osztály. Az övezetet a Samuelson-csarnok, valamint a Kamola- és Sue Lombard kollégiumok ölelik körbe.

#### Hallgatói Önkormányzat és Pihenőközpont
Az 58 millió dolláros beruházás keretében elkészült létesítmény 2006. április 26-án nyílt meg. A centrumban sziklamászófal, egy teljesen felszerelt tornacsarnok, illetve egy kültéri sporteszközöket kölcsönző részleg található.

### Telephelyek

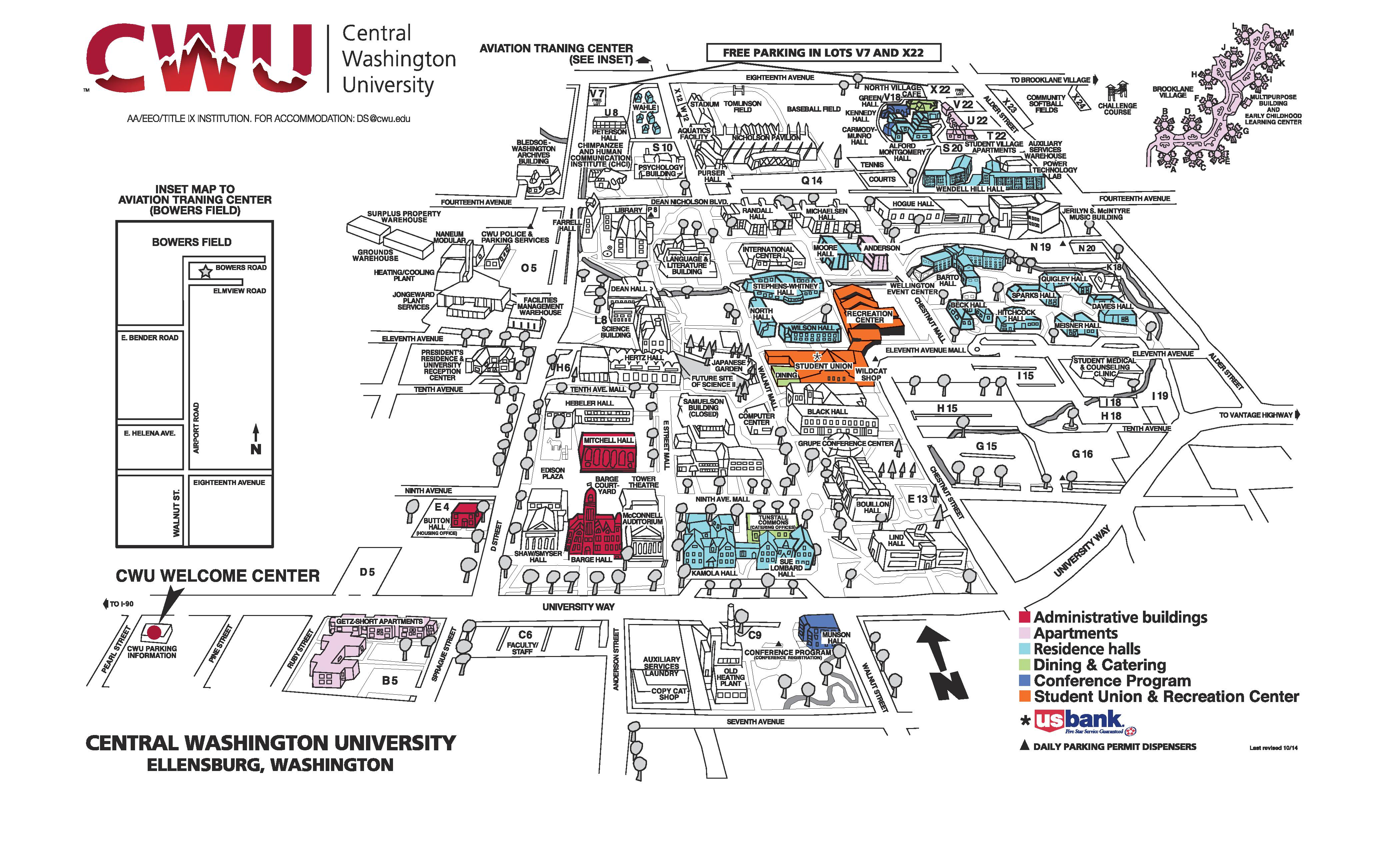
Az egyetem térképe

A központi kampuszon felül az intézmény több telephelyet (CWU University Centers) is üzemeltet, ezek a következők:
- CWU–Des Moines (Highline Főiskola)
- CWU–Everett (Everett Közösségi Főiskola)
- CWU–Lynnwood (Edmons Közösségi Főiskola)
- CWU–Pierce-megye (Pierce-i Főiskola)
- CWU–Moses Lake (Big Bend Közösségi Főiskola)
- CWU–Sammamish (a 120 228th Avenue Northeast címen található városi tulajdonú épületben)
- CWU–Wenatchee (Wenatchee-völgyi Főiskola)
- CWU–Yakima (Yakima-völgyi Közösségi Főiskola)

## Kutatás
- A Csendes-óceáni Geodéziai Tömb (Pacific Northwest Geodetic Array, PANGA) valósidejű GPS-adatok felhasználásával kutatásokat végez a kéregdeformációkkal kapcsolatban, valamint a régió természeti katasztrófái (például földrengések, vulkánkitörések, földcsuszamlás vagy a tengerszint emelkedése) által okozott károk enyhítése érdekében. A PANGA GPS-t ezenfelül a környék műtárgyainak (például az Alaska Way-viadukt, az 520-as út és az Interstate 90 hídjai, illetve a Cascadia szubdukciós területen energiát vagy ivóvizet előállító gátak, köztük a Columbia folyó nagyobb struktúrái) megfigyelésére is használják. Az adatok valós időben jutnak vissza az egyetemre, ahol a néhány milliméter pontosságra képes JPL RTG, illetve a Trimble RTKNet Integrity Manager szoftverekkel elemzik azokat.
- Az egyetemen egy a borok minőségét kutató program (Wine Quality Research Initiative) is zajlik, melynek fő céljai a hamisítás és a feketepiac felderítése.
- A Science Honors Research Program szakképzésben tanulóknak biztosít lehetőséget projektek tervezésére, fejlesztésére és implementálására.

## Sport
Az egyetem diákjait, öregdiákjait és válogatott sportolóit a Central Washington Wildcats nevű szervezet fogja össze; színeik a karmazsinvörös és a fekete. A csapat tagja a National Collegiate Athletic Association másodosztályának, illetve a Great Northwest Athletic Conference-nek.
|         | Ősz                                        | Tél        | Tavasz                           |
| Férfiak | Amerikai futball, Cross Country, rögbi     | Kosárlabda | Kosárlabda, rögbi, Track & Field |
| Nők     | Labdarúgás, Cross Country, rögbi, röplabda | Kosárlabda | Softball, rögbi, Track & Field   |

## Fordítás
Ez a szócikk részben vagy egészben  a   Central Washington University című angol Wikipédia-szócikk ezen változatának fordításán alapul.  Az eredeti cikk szerkesztőit annak laptörténete sorolja fel. Ez a jelzés csupán a megfogalmazás eredetét és a szerzői jogokat jelzi, nem szolgál a cikkben szereplő információk forrásmegjelöléseként.